# The Remix Album (Prince Ital Joe & Marky Mark-album)
A The Remix Album, Prince Ital Joe & Marky Mark 1995-ben megjelent remixalbuma.

## Számlista
1. "United" (Damage Control Mix)- 6:18
2. "Rastaman Vibration" (La Bouche Mix)- 5:54
3. "Happy People" (Bass Bumpers Remix)- 5:45
4. "Babylon" (Fun Factory Remix)- 5:18
5. "Life in the Streets" (G-String Mix)- 4:13
6. "Babylon" (Loop! Remix)- 6:34
7. "United" (The World's Address Mix)- 6:45
8. "Happy People" (Damage Control Remix)- 5:55
9. "Rastaman Vibration" (House Groove Mix)- 6:00
10. "Life in the Streets" (Abbey Road Mix)- 8:38
11. "No Mercy"- 5:00